# Polana lerana
Polana lerana är en insektsart som beskrevs av Delong och Triplehorn 1979. Polana lerana ingår i släktet Polana och familjen dvärgstritar. Inga underarter finns listade i Catalogue of Life.